# Âm Hòa Tuấn
Âm Hòa Tuấn (tiếng Trung giản thể: 阴和俊, bính âm Hán ngữ: Yīn Hé Jùn, sinh ngày 14 tháng 1 năm 1963, người Hán) là chuyên gia điện tử học, chính trị gia nước Cộng hòa Nhân dân Trung Hoa. Ông là Ủy viên Ủy ban Trung ương Đảng Cộng sản Trung Quốc khóa XX, Ủy viên dự khuyết khóa XIX, hiện là Phó Bí thư Đảng tổ, Phó Viện trưởng thường vụ Viện Khoa học Trung Quốc. Ông từng là Phó Bí thư Thành ủy Thiên Tân; Thường vụ Thành ủy, Phó Thị trưởng Bắc Kinh; Phó Bộ trưởng Bộ Khoa học và Công nghệ Trung Quốc.
Âm Hòa Tuấn là đảng viên Đảng Cộng sản Trung Quốc, học vị Tiến sĩ Vật lý, chức danh Nghiên cứu viên cấp Giáo sư ngành Điện tử học. Ông có sự nghiệp thời gian dài nghiên cứu lĩnh vực điện tử học trước khi bước vào chính trường Trung Quốc.

## Xuất thân và giáo dục
Âm Hòa Tuấn sinh ngày 14 tháng 1 năm 1963 tại huyện Cổ Giao, nay là thành phố cấp huyện Cổ Giao thuộc thủ phủ Thái Nguyên, tỉnh Sơn Tây, Cộng hòa Nhân dân Trung Hoa. Ông lớn lên và tốt nghiệp cao trung ở Cổ Giao, thi đỗ Học viện Công nghiệp Thái Nguyên (được chuyển đổi thành đại học năm 1981), nhập học vào tháng 9 năm 1979 và tốt nghiệp Cử nhân chuyên ngành Giáo viên vật lý vào tháng 7 năm 1983. Tháng 9 năm 1986, ông tới Tây An thi đỗ cao học Đại học Khoa Kỹ điện tử Tây An, theo học và nhận bằng Thạc sĩ Vật lý vô tuyến điện vào tháng 1 năm 1989, rồi tiếp tục thi đỗ nghiên cứu sinh sau đại học ở Sở nghiên cứu Điện tử học của Viện Khoa học Trung Quốc, nghiên cứu về kỹ thuật vi ba và trường điện từ, trở thành Tiến sĩ Vật lý vào tháng 3 năm 1995. Âm Hòa Tuấn được kết nạp Đảng Cộng sản Trung Quốc vào tháng 6 năm 1983 tại trường Thái Nguyên, ngay trước khi tốt nghiệp.

## Sự nghiệp

### Nghiên cứu khoa học
Tháng 8 năm 1983, sau khi tốt nghiệp trường Thái Nguyên, Âm Hòa Tuấn được giữ lại trường làm trợ giảng, bắt đầu sự nghiệp của mình. Đến tháng 3 năm 1989, sau khi nhận bằng thạc sĩ ở Tây An, ông trở lại Thái Nguyên làm giảng viên ở Khoa Số học của trường. Năm 1992, ông rời Thái Nguyên, tới Viện Khoa học Trung Quốc để nghiên cứu và công tác ở đây từ 1995, tại Sở nghiên cứu Điện tử học, được phong chức danh Phó Nghiên cứu viên từ tháng 2 năm 1997. Tháng 1 năm 1998, ông được bổ nhiệm làm Trợ lý Sở trưởng kiêm Phó Chủ nhiệm Phòng nghiên cứu thứ 3, thăng chức danh nghiên cứu viên từ tháng 9 năm 1998, trở thành Phó Sở trưởng phụ trách công tác thường nhật từ tháng 8 năm 1999, và cũng là người đại diện theo pháp luật của cơ quan này. Bên cạnh đó, ông là Ủy viên Đảng ủy Sở, được chỉ định làm tiến sĩ sinh đạo sư, tham gia hướng dẫn nghiên cứu sinh tiến sĩ và sau tiến sĩ, được cấp hỗ trợ đặc biệt lĩnh vực khoa học bởi Quốc vụ viện.
Tháng 8 năm 2001, Âm Hòa Tuấn được bổ nhiệm làm Phó Bí thư Đảng ủy, Sở trưởng Sở nghiên cứu Điện tử học. Đến tháng 7 năm 2006, ông được chuyển chức làm Cục trưởng Cục Phát triển và Nghiên cứu kỹ thuật cao của Viện Khoa học. Trong thời kỳ ở Viện, ông tham gia công tác xã hội giới khoa học, giữ nhiều chức danh như Phó Đồng sự trưởng Hiệp hội công nghiệp Radar Trung Quốc; Thành viên Tổ chuyên gia vật liệu điện tử quân sự của Bộ Trang bị chung, Bộ Công nghiệp và Công nghệ thông tin; Thành viên Ủy ban công tác Học thuật của Hội Điện tử học Trung Quốc (CIE); Chủ biên Tạp chí Điện tử học và Vô tuyến điện (无线电电子学文摘), Phó Chủ biên Tạp chí Khoa học điện tử (电子科学学刊). Âm Hòa Tuấn trong sự nghiệp khoa học tập trung nghiên cứu về truyền sóng vô tuyến, lý thuyết trường điện từ và công nghệ vi sóng, viễn thám vi ba, thông tin liên lạc vi ba và các thiết bị vi ba đặc biệt, các công trình về cơ chế truyền thông tin và hình ảnh của viễn thám bề mặt, dự án trọng điểm truyền sóng điện từ, tán xạ, lý thuyết và ứng dụng tán xạ ngược, nghiên cứu về đặc điểm hỗn loạn trong lý thuyết điện từ phi tuyến và sự lan truyền của sóng vô tuyến trong các phương tiện ngẫu nhiên.

### Chính trường
Tháng 1 năm 2008, Âm Hòa Tuấn được bổ nhiệm làm Thành viên Đảng tổ, Phó Viện trưởng Viện Khoa học Trung Quốc, cấp phó bộ trưởng, đồng thời là Phó Đồng sự trưởng thường vụ của Hiệp hội Du hành vũ trụ Trung Quốc được bầu vào ngày 28 tháng 4 năm 2011. Tháng 11 năm 2015, ông được điều tới khối cơ quan nhà nước, nhậm chức Thành viên Đảng tổ, Phó Bộ trưởng Bộ Khoa học và Công nghệ. Sau đó, tháng 3 năm 2017, ông vào Ban Thường vụ Thành ủy Bắc Kinh, là Thành viên Đảng tổ, Phó Thị trưởng kiêm Bí thư Đảng tổ Ủy ban Quản lý Trung tâm hành chính và khoa kỹ Trung Quan Thôn (中关村管委会). Tháng 10 năm 2017, ông tham gia đại hội đại biểu toàn quốc, được bầu làm Ủy viên dự khuyết Ủy ban Trung ương Đảng Cộng sản Trung Quốc khóa XIX tại Đại hội Đảng Cộng sản Trung Quốc lần thứ 19.  Hơn 1 năm sau, ông được điều sang Thiên Tân vào cuối năm 2018, vào Ban Thường vụ Thành ủy Thiên Tân, nhậm chức Phó Bí thư chuyên chức Thành ủy.
Tháng 11 năm 2020, Âm Hòa Tuấn trở lại Viện Khoa học, là Phó Bí thư Đảng tổ, Phó Viện trưởng thường vụ cấp bộ trưởng, kiêm nhiệm Bí thư Đảng ủy Cơ quan trực thuộc Viện, Hiệu trưởng Trường Đảng của Viện, bắt đầu giai đoạn lãnh đạo cùng Viện trưởng Hầu Kiến Quốc. Cuối năm 2022, ông tham gia Đại hội Đảng Cộng sản Trung Quốc lần thứ XX từ đoàn đại biểu khối cơ quan trung ương Đảng và Nhà nước. Trong quá trình bầu cử tại đại hội, ông được bầu là Ủy viên Ủy ban Trung ương Đảng Cộng sản Trung Quốc khóa XX.